# Kathrin Plath
Kathrin Plath (* 1969 in Bremen) ist eine deutsche Kostümbildnerin.

## Leben und Wirken
Kathrin Plath studierte Theaterwissenschaften, Kunstgeschichte und Politikwissenschaft. Von 1993 bis 1996 war sie als Kostümassistentin an der Volksbühne Berlin tätig und arbeitet seit 1997 als selbstständige Kostümbildnerin. Sie war für Kostüme von Inszenierungen an Theater- und Opernhäusern verantwortlich, unter anderem den Münchner Kammerspielen, im Schauspielhaus Zürich, im Schauspielhaus Hamburg, am Maxim Gorki Theater Berlin, im Wiener Burgtheater, im Hamburger Thalia Theater, am Schauspiel Frankfurt und am Deutschen Theater Berlin, sowie an der Wiener Staatsoper und der Oper Frankfurt. Kathrin Plath entwarf v. a. die Kostüme für Inszenierungen unter der Regie von Jan Bosse, so auch für „Endspiel“ von Samuel Beckett am Deutschen Theater in Berlin.

## Rezeption
Zur Erstaufführung von Network im Hamburger Thalia Theater in der Regie von Jan Bosse schrieb Stefan Grund in Die Welt: „Die Kleider, mit denen Kathrin Plath Medienleute macht, feiern in der Inszenierung von Jan Bosse ein eigenständiges, satirisches Kostümfest. Plath nutzt die Woodstock-ff.-Mode als Steil- und Stilvorlage. So trägt zum Beispiel der Medienkonzernboss am Schluss ein Superman-Kostüm, auch das passt in diese wie in jede Zeit.“
Über die Inszenierung von Warten auf Godot 2020 im Schauspiel Köln befand Martin Krumbholz in der Süddeutschen Zeitung: „Vier Schauspieler, denen man auch länger als zwei Stunden zusehen könnte, die witzigen Kostüme von Kathrin Plath, die zündende Musik, einen großartigen Text, eine Spielidee und natürlich den vielzitierten leeren Raum - mehr braucht das Theater nicht, um daran zu erinnern, dass es unentbehrlich ist.“